# ペテル・ファン・オーイェン
ペテル・ファン・オーイェン（Peter van Ooijen、1992年2月16日 - ）は、オランダ・ロスマーレン出身のサッカー選手。FCエメン所属。ポジションはMF。

## 経歴
オランダ北ブラバント州のロスマーレンで1992年に生まれた。ファン・オーイェンが6歳の時、地元のOJCロスマーレンというアマチュアクラブでサッカーを始め、2000年にFCデン・ボスの下部組織に移り、3年を過ごしたのち、国内有数の強豪クラブPSVアイントホーフェンのユースチームに加入した。
2012-13シーズンより、トップチーム召集が増え、2012年8月30日、UEFAヨーロッパリーグプレーオフ2legのFKゼタ・ゴルボヴツィでトップチームデビューを果たした。この試合でスタメンに抜擢されると2得点1アシストを記録し、9-0での大勝に貢献した。2013-14シーズンから正式にトップチームに昇格したものの、厚い選手層の前では出番はやってこずリーグ戦1試合の出場に留まった。
2014年6月9日、ゴー・アヘッド・イーグルスと1年契約を交わした。開幕から8試合連続でスタメン出場を果たすも11月に膝を故障し、年明けまで満足いく結果は残せなかった。結果、2014-15シーズンはリーグ戦15試合に出場した。
2015年7月、ヘラクレス・アルメロに加入した。しかし、3シーズンの間小さな負傷を繰り返し、完全なレギュラーとまではなれず、2017-18シーズン終了時に契約満了で退団した。
2018年7月25日、VVVフェンローと2年契約を結んだ。
2020年8月1日、KFCユルディンゲン05に2年契約で加入した。